# Мамоткозино
Мамотко́зино (тат. Яңа Куҗак) — деревня в Буинском районе Республики Татарстан, в составе Новочечкабского сельского поселения.

## География
Деревня находится на реке Лащи, смежно деревне Ахмаметьево, в 16 км к северо-западу от районного центра, города Буинска.

## История
Основание деревни Мамоткозино относят к XVII веку. Основано выходцами села Татарское Маматкозино.
В сословном плане, в XVIII веке и вплоть до 1860-х годов жителей деревни причисляли к государственным крестьянам. Их основными занятиями в то время были земледелие, скотоводство.
В «Списке населенных мест по сведениям 1859 года», изданном в 1866 году, населённый пункт упомянут как казённая деревня Новое Маматкозино 2-го стана Тетюшского уезда Казанской губернии. Располагалась при речке Сухой Лаще, по правую сторону почтового тракта из Казани в Симбирск, в 46 верстах от уездного города Тетюши и в 9 верстах от становой квартиры во владельческом селе Знаменское (Чипчаги). В деревне в 39 дворах жили 214 человек (104 мужчины и 110 женщин). Была мечеть.
По сведениям из первоисточников, в начале XX столетия в деревне действовали мечеть, медресе.
С 1930 года в деревне работали коллективные сельскохозяйственные предприятия.
Административно, до 1920 года деревня относилась к Тетюшскому уезду Казанской губернии, с 1920 года — к  кантонам ТАССР, с 1930 года (с перерывом) — к Буинскому району Татарстана.

## Население
Национальный состав
Согласно результатам переписи 2002 года, в национальной структуре населения села татары составляли 100% из 56 человек.

## Экономика
Жители занимаются полеводством.